# Anthurium crenatum
Anthurium crenatum là một loài thực vật có hoa trong họ Ráy (Araceae). Loài này được (L.) Kunth miêu tả khoa học đầu tiên năm 1841.